# Аррениус, Юхан Петтер
Юхан Петтер Арре́ниус (швед. Johan Petter Arrhenius) — шведский ботаник и агроном. Дядя учёного-химика, лауреата Нобелевской премии по химии в 1903 году Сванте Аррениуса.
Родился 27 сентября 1811 года в Ереде (лен Кальмар). С 1830 года учился в Уппсале, в 1840 году был назначен доцентом ботаники, в 1848 году — начальником вновь открытого агрономического института в Ультуне, близ Уппсалы. В 1850 году избран профессором, а в 1862 году — секретарём Агрономической академии в Стокгольме и занимал этот пост до 1881 года (также в 1882—1883 годах временно замещал умершего преемника). Своей преподавательской и литературной деятельностью оказал неисчислимые услуги делу развития сельского хозяйства в Швеции. Его учебники «Lä robok i Botanik» (5 изд., 1882), «Handbok i Svenska jordbruket» (4 изд., 1879) и «Landbrukspraktika» (3 изд., 1876), равно как серия его «Smärre samlade skrifter i landthushållningen» (27 выпусков, 1858—1885) получили широкое распространение. Аррениус принимал участие и в политической жизни своей страны в качестве члена верхней палаты (1867—1872). Умер в Стокгольме 5 сентября 1889 года.

## Источник
- Аррениус Иоанн // Энциклопедический словарь Брокгауза и Ефрона : в 86 т. (82 т. и 4 доп.). — СПб., 1890—1907.